# Leptathamas paradoxus
Leptathamas paradoxus is een spinnensoort in de taxonomische indeling van de springspinnen (Salticidae).
Het dier behoort tot het geslacht Leptathamas. De wetenschappelijke naam van de soort werd voor het eerst geldig gepubliceerd in 1980 door Balogh.